# Sichon
Der Sichon ist ein Fluss in Frankreich, der im Département Allier in der Region Auvergne-Rhône-Alpes verläuft. Er entspringt im Gemeindegebiet von Lavoine, entwässert generell in nordwestlicher Richtung und mündet nach rund 41 Kilometern im Stadtgebiet von Vichy als rechter Nebenfluss in den Allier.

## Orte am Fluss
- Lavoine
- Ferrières-sur-Sichon
- Arronnes
- Cusset
- Vichy